# تفجير حافلة ميدان دافيدكا
تفجير حافلة ميدان دافيدكا عملية نفذتها حركة المقاومة الإسلامية (حماس) في 11 يونيو 2003 م، حيث قامت بتفجير حافلة (إيجد 14 أ) في ميدان دافيدكا في مدينة القدس، مما أدى لمقتل 17 شخصًا، وإصابة أكثر من 100 بجروح.

## الهجوم
في حوالي الساعة 17:30 من مساء يوم الأربعاء، 11 يونيو 2003، استقل فلسطيني - مرتديًا ملابس يهودي أرثوذكسي - (إيجد 14 أ) على شارع يافا، ثم قام بتفجير عبوة ناسفة.
مما أدى لمقتل 16 إسرائيليًا وعامل أجنبي من إريتريا، وإصابة أكثر من 100 شخص بجروح، بما في ذلك العشرات من المارة.

## المنفّذون
أعلنت حماس مسؤوليتها عن الهجوم وقالت إن الهجوم كان ردًا على محاولة اغتيال قائد حركة حماس عبد العزيز الرنتيسي التي قامت بها إسرائيل يوم الثلاثاء 10 يونيو 2003، حيث نجا الرنتيسي من محاولة اغتيال خلال إطلاق مروحيات إسرائيلية صواريخ على سيارته.

## الهجمات الإسرائيلية بعد الحادث
بعد وقت قصير من الهجوم على الحافلة، شنت إسرائيل هجوما مضادًا في شرق غزة، حيث أطلقت مروحيات إسرائيلية صاروخًا على سيارة متحركة تحمل بين اثنين من قادة كتائب القسام، قُتِل في الهجوم 6 أشخاص وهم جميع راكبي السيارة.

## ردود الفعل الرسمية
الأطراف المحلية
 إسرائيل: المتحدث باسم رئيس الوزراء الإسرائيلي أرييل شارون قال: إن الهجوم يشير إلى أن السلطة الفلسطينية لم تفعل شيئا للقضاء على «المسلحين».
 الأراضي الفلسطينية:السلطة الوطنية الفلسطينية: أدان ياسر عرفات الهجوم وحث العرب والإسرائيليين على حد سواء لوقف العنف.
الدولية
- الولايات المتحدة: أدان جورج بوش - الرئيس الأمريكي حينيذٍ - أدان الهجوم وحث جميع الدول على قطع المساعدات المالية «للإرهابيين».[7]

## وصلات خارجية
- القدس حافلة مفخخة تقتل 17 وغارات جوية على قطاع غزة، مقتل 9 فلسطينيين نسخة محفوظة 7 نوفمبر 2012 على موقع واي باك مشين. - نُشر في واشنطن بوست في 12 حزيران / يونيو 2003.